# خانه روغنی (پهلوی)
خانه روغنی مربوط به دوره پهلوی است و در اصفهان، خیابان حکیم نظامی، کوچه سنگتراشها واقع شده و این اثر در تاریخ ۱۱ مرداد ۱۳۸۴ با شمارهٔ ثبت ۱۲۳۰۲ به‌عنوان یکی از آثار ملی ایران به ثبت رسیده‌است.